# 菅原祥子
菅原祥子（日语：／ Sugawara Sachiko，1968年12月12日—），日本女性配音員、舞台演員、歌手。出身於埼玉縣。ARTSVISION所屬。目前作為劇團阿卡貝拉俱樂部劇團的成員活躍，與劇團東俳的菅原祥子是截然不同的一個人。身高157.6cm。O型血。

## 簡歷
中學和高中時期，菅原祥子是個熱愛運動的少女，在縣內被稱為「左撇子菅原」。高中時期，她全心投入羽球運動。
她原本想著去讀短期大學，然後加入企業球隊繼續打羽球，但是她想「繼續打羽毛球能賺多少錢？存點錢再做自己喜歡的事情吧」、「不管怎樣都要存錢」，於是在高三的6月，她從繼續讀大學變成了就職，開始在證券公司工作。她在總務部負責整理文件。除了羽球，她還夢想成為一名配音員，當和家人一起看她喜歡的外國電視劇時，她開始想「有一天我想嘗試配音」。
勝田聲優學院第5期畢業。日本播音演技研究所畢業。

## 人物
三圍：B86、W58、H80。興趣、特長：料理、玉米、一般體育運動、電腦、看地圖、做栗金飩。

## 演出
粗體字表示主要角色。

### 電視動畫
- VIRUS -VIRUS BUSTER SERGE-（日语：VIRUS）（1997年，女性的聲音）
- 橫行太保（1997年，女子、友人貳、摩女學學生）
- 萬能文化貓娘（1998年，柴田梨繪）
- 時空偵探建次君（1999年，納斯卡爾）
- 神奇寶貝（2000年—2002年，美雪、領航）
- 銀河冒險戰記 the second stage（2001年，瓦盧瓦）
- 可愛巧虎島（2003年，隼人）
- 麵包超人（2004年，鼠兔小孩〈第2代〉、水果三明治妹妹〈第2代〉）
- 火影忍者（2006年，腰元）
- 庫洛魔法使 透明牌篇（2018年，李緋梅）

### 電影動畫
- 劇場版 庫洛魔法使：小櫻的香港之旅（1999年，李緋梅[8]）

### OVA
- 愛麗絲 in Cyberland（日语：ありす in Cyberland）（1997年，今井由香）
- PRINCESS ROUGE（1997年，鈴村戀音）
- 純愛手札（1999年，虹野沙希）
- 魯邦三世：活下來的魔術師（日语：ルパン三世 生きていた魔術師）（2002年，女兒B）

### 遊戲
1994年
- 純愛手札（虹野沙希）

1995年
- 真怨靈戰記（北野美子）
- 純愛手札 對戰方塊（虹野沙希）
- 純愛手札 ～forever with you～（Cult Black、虹野沙希）

1996年
- 愛麗絲 in Cyberland（日语：ありす in Cyberland）（今井由香）
- 魔法氣泡CD通（日语：ぷよぷよ通）（諾霍霍）
- 純愛遊俠 ～永恆微笑～（日语：ブルーブレイカー 〜剣よりも微笑みを〜）（雷卡、升級妖精）

1997年
- Anime Freak FX Vol.5
- 問答七彩夢 虹色町的奇跡（日语：クイズなないろDREAMS 虹色町の奇跡）（夏洛特）
- 蒂爾克 ～藍色大海的少女～（梅莉）
- 俄羅斯方塊Plus2（助手子）
- 純愛手札 對戰泡泡（虹野沙希）
- 純愛手札Drama Series Vol.1 虹色青春（虹野沙希）
- Harmful Park（檸檬）
- Little Lovers（日语：Little Lovers）（冬月綾）

1998年
- ANOTHER MEMORIES]]（奧莉薇亞·埃文斯）
- 可變走攻GunBike（亞美）
- 個人教授（日语：個人教授 (ゲーム)）（皇沙繪）
- Twin Story 好想告訴你…（日语：ツインズストーリー きみにつたえたくて…）（菖蒲川瑞穗）
- 純愛放學後 來回答問題吧☆（虹野沙希）
- 純愛手札Drama Series Vol.2 彩之戀曲／啟程之詩（1998年—1999年，虹野沙希）2作品
- 初戀物語（莉莉亞那）
- 神奇傳說（莉安）
- Little Lovers 2nd（日语：Little Lovers 2nd）
- 雷蓋亞傳說（諾亞）

1999年
- Little Lovers SHE SO GAME（日语：Little Lovers SHE SO GAME）（冬月綾）

2000年
- 明天戀愛了 ～Prime Beat Planet～（日语：あすは恋して〜 Prime Beat Planet 〜）（坂本木葉）
- （五十嵐沙耶）

2002年
- Braveknight ～莉維大地英雄傳～（日语：Braveknight 〜リーヴェラント英雄伝〜）（魯亞＝洛威爾）

### 廣播節目
- 祥子的等一下、CHAT、CHAT（日语：祥子のチョット・CHAT・CHAT）（1996年4月6日—）
- 菅原祥子的飛鼠TIME（日语：菅原祥子のももんがTIME）（KBS京都：1997年10月—2003年9月）
- 菅原祥子&高橋智秋的遊戲學園校外教學（2001年4月—2002年4月）
- 菅原祥子的飛鼠TIME”（日语：菅原祥子のももんがTIME）（KBS京都：2003年10月—2005年12月）

### 廣播劇CD
- 個人教授（日语：個人教授 (ゲーム)）（皇沙繪）
- 紅茶王子（日语：紅茶王子）（染谷雪子）
- 純愛手札（虹野沙希）
- 聲優刑事（日语：菅原祥子のももんがTIME#声優刑事）（高石千奈美）

### 外語配音

#### 電影
- 恐怖旅舍第二站（英语：Hostel: Part II）（洛娜〈海瑟·瑪塔拉佐〉）※DVD版。

#### 電視影集
- 靈媒緝凶 (第6季)（科萊特老師〈梅蘭妮·迪恩尼·摩爾〉）
- 奪寶女英豪（英语：Relic Hunter）（克勞蒂亞〈琳蒂·布斯（英语：Lindy Booth）〉）※NHK BS2版。

#### 動畫
- 鬼馬小精靈：聖誕驚魂記（英语：Casper's Haunted Christmas）（波伊爾）
- 冰原歷險記2

### 角子機
- 純愛手札（虹野沙希）

### 廣播劇
- NHK-FM廣播 FM劇院（飾 主角·又木美佳）

### 舞台
- 作為劇團阿卡貝拉俱樂部（日语：劇団あかぺら倶楽部）成員演出

### LIVE DVD
- 純愛手札 Super Live
- 純愛手札 Super Live 2
- 純愛手札 Super Live 'forever'

## 音樂作品

### 單曲
| 枚數 | 發行日期      | 單曲名稱（日文原名） | 規格編號  | 最高排名 |
| ---- | ------------- | -------------------- | --------- | -------- |
| 1st  | 1997年9月3日  | 滿滿笑容！（笑顔いっぱい！）       | KIDA-7633 |          |
| ※    | 1997年9月26日 |                      | KEDH-1013 |          |
| 2nd  | 1999年1月20日 | ！                   | KIDA-7650 |          |

### 原創專輯
| 枚數 | 發行日期       | 專輯名稱（日文原名） | 規格編號   | 最高排名 |
| ---- | -------------- | -------------------- | ---------- | -------- |
| 1st  | 1998年6月26日  | Sati's-faction       | KICA-7871  |          |
| 2nd  | 1999年3月17日  | Hyper O.R.C.A.       | KICA-7953  |          |
| 3rd  | 2000年1月28日  | SEARCHING            | KMCA-44    |          |
| 4th  | 2002年12月11日 | Come on！            | AKCJ-80022 |          |
| 5th  | 2004年3月21日  | Interlude            |            |          |

### 角色歌曲
- 和你相遇真是太好了（日语：虹野沙希のディスコグラフィ#出会えて良かった）（1997年7月24日）
- over the rainbow（日语：虹野沙希のディスコグラフィ#over the rainbow）（1997年9月26日）
- Desktop Accessories Little Lovers Private Pack 綾（1997年10月5日）
- 涙水的呼喚（日语：虹野沙希のディスコグラフィ#涙のエール）（1998年8月21日）
- 彩虹的平版畫（日语：虹野沙希のディスコグラフィ#虹のリトグラフ）（1998年10月9日）

## 外部連結
- 菅原祥子｜ARTSVISION （日語）
- 菅原祥子｜劇團阿卡貝拉俱樂部 （日語）